# Aeromarine
La Aeromarine Plane and Motor Company fue uno de los primeros constructores de aviones estadounidenses, fundada por Inglis M. Upperçu, la cual operó de 1914 a 1930. De 1928 a 1930 fue conocida como la Aeromarine-Klemm Corporation.

## Historia
Los comienzos de la compañía se datan en 1908, cuando Uppercu comenzó a financiar experimentos aeronáuticos de una pequeña firma en Keyport, Nueva Jersey. En 1914, la propia Aeromarine fue fundada en Keyport, con Uppercu como presidente. Aeromarine construyó principalmente hidroaviones e hidrocanoas militares, siendo los más significativos los modelos 39 y 40. La compañía abrió nuevos caminos en la aviación al ofrecer algunos de los primeros vuelos regulares. El promotor de la aviación Harry Bruno trabajó con Aeromarine para comercializar el potencial en transporte de los vuelos aéreos.
En 1928, la firma se autodenominó Aeromarine-Klemm Corporation y comenzó a producir principalmente diseños de aviones Klemm, hasta que la Gran Depresión forzó su cierre en 1930.
La firma también construyó motores de aviación. Tras el cese de operaciones de la propia Aeromarine, la producción de los motores Aeromarine fue continuada por la Uppercu-Burnelli Corporation.
- Localización de la factoría 40°26′35″N 74°11′22″O / 40.443097, -74.189394

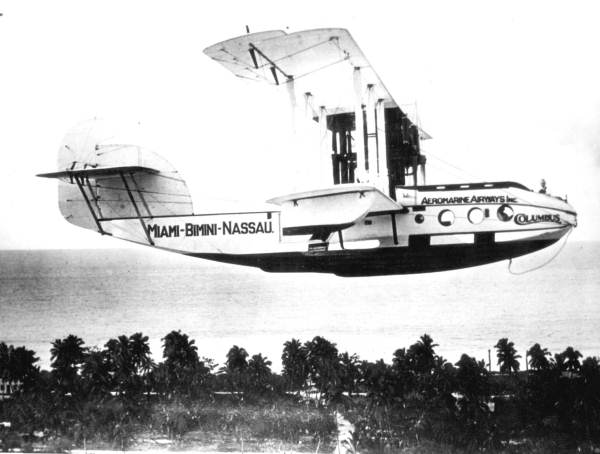
Aeromarine 75.

Una subsidiaria, "Aeromarine Sightseeing and Navigation Company" se fusionó con Florida West Indies Airways, Inc. para formar Aeromarine West Indies Airways, más tarde denominada "Aeromarine Airways". Operó aviones Aeromarine 75 y Aeromarine 85.

## Aviones
| Nombre del modelo     | Primer vuelo  | Número construidos | Tipo                                                                                  |
| --------------------- | ------------- | ------------------ | ------------------------------------------------------------------------------------- |
| Aeromarine Model B    | 1910          |                    | Canard                                                                                |
| Aeromarine xx         | 1914          |                    | Canard                                                                                |
| Aeromarine 39         | 1917          | 50                 | Entrenador biplaza basado en tierra o agua                                            |
| Aeromarine M-1        | 1917          | 6                  | Entrenador avanzado                                                                   |
| Aeromarine 700        | 1917          | 2                  | Bombardero torpedero experimental, motor Aeromarine                                   |
| Aeromarine DH-4B      | 1917          | 125                | Conversión de Airco DH.4 para de Havilland                                            |
| Aeromarine 40         | 1918          | 50                 | Entrenador hidrocanoa biplaza                                                         |
| Aeromarine 50         | 1919          |                    | Hidrocanoa Limusina                                                                   |
| Aeromarine ML         | 1920          |                    | Experimental                                                                          |
| Aeromarine A.S.       | 1920          | 3                  | Hidroavión de caza - Explorador embarcado                                             |
| Aeromarine S.S.       | 1920          | 3                  | Hidroavión de caza - Explorador marítimo                                              |
| Aeromarine NBS-1      | 1920          | 25                 | Producción de Martin NBS-1 para el Ejército de los Estados Unidos                     |
| Aeromarine 60         | 1920          |                    | Hidrocanoa                                                                            |
| Aeromarine 80         | 1920          | 1                  | Conversión de Curtiss HS-2L                                                           |
| Aeromarine 85         | 1920          | 1                  | Conversión de Curtiss HS-2L                                                           |
| Aeromarine WM         | 1922          |                    | Avión de correos                                                                      |
| Aeromarine Sportsman  | 1922          |                    | Avión de correos, versión del Aeromarine 39-B                                         |
| Aeromarine PG-1       | 1922          | 3                  | Ataque a tierra diseñado por el Ejército de los Estados Unidos (Engineering Division) |
| Aeromarine 52         | 1922          |                    | Transporte civil                                                                      |
| Aeromarine 55         | 1922          |                    | Transporte civil                                                                      |
| Aeromarine L.D.B XII  | 1923          | not built          | Bombardero nocturno                                                                   |
| Aeromarine L.D.B XIII | 1923          | not built          | Bombardero nocturno                                                                   |
| Aeromarine 75         | 1920          | 6-8                | Conversión de Felixstowe F5L para uso civil                                           |
| Aeromarine AM-1       | 1923          | 1                  | Avión de correos                                                                      |
| Aeromarine AM-3       | 1923          | 1                  | Avión de correos, modificación del diseño AM-1                                        |
| Aeromarine AMC        | 1924          | 1                  | Hidroavión de pasajeros con casco de aluminio                                         |
| Aeromarine AM-2       | 1924          | 1                  | Avión de correos, leve modificación del diseño AM-1                                   |
| Aeromarine EO         | 1924          | 1                  | Avión deportivo                                                                       |
| Aeromarine AT         | 1924          | 0                  | Propuesta de transporte del ejército                                                  |
| Aeromarine ASM        | 1924          |                    | Deportivo                                                                             |
| Aeromarine CO-L       | 1924          |                    | Avión de observación                                                                  |
| Aeromarine ADA        | 1924          |                    | Avión agrícola                                                                        |
| Aeromarine Messenger  | 1924          | 1                  | Experimental                                                                          |
| Aeromarine BM-1       | 1920 (década) | No construido      | Propuesta de avión de correos                                                         |

## Motores
- L-6
- Aeromarine AL
- Aeromarine NAL
- Aeromarine S
- Aeromarine S-12
- Aeromarine AR-3, radial 3, 2,63 L, 40-55 hp, 2.050-2.400 rpm (más tarde relanzado como Lenape Papoose)
- Aeromarine AR-3-40
- Aeromarine AR-5
- Aeromarine AR-7
- Aeromarine AL-24
- Aeromarine B-9
- Aeromarine B-45
- Aeromarine B-90
- Aeromarine D-12
- Aeromarine K-6
- Aeromarine L-6 en línea 6, 9,07 L, 130-145 hp, 1.700 rpm
- Aeromarine L-6-D (transmisión directa)
- Aeromarine L-6-G (con caja reductora)
- Aeromarine L-8
- Aeromarine RAD
- Aeromarine T-6
- Aeromarine U-6
- Aeromarine U-6-D
- Aeromarine U-8
- Aeromarine U-8-873
- Aeromarine U-8D
- Aeromarine 85hp
- Aeromarine 100hp